# Wasserrad

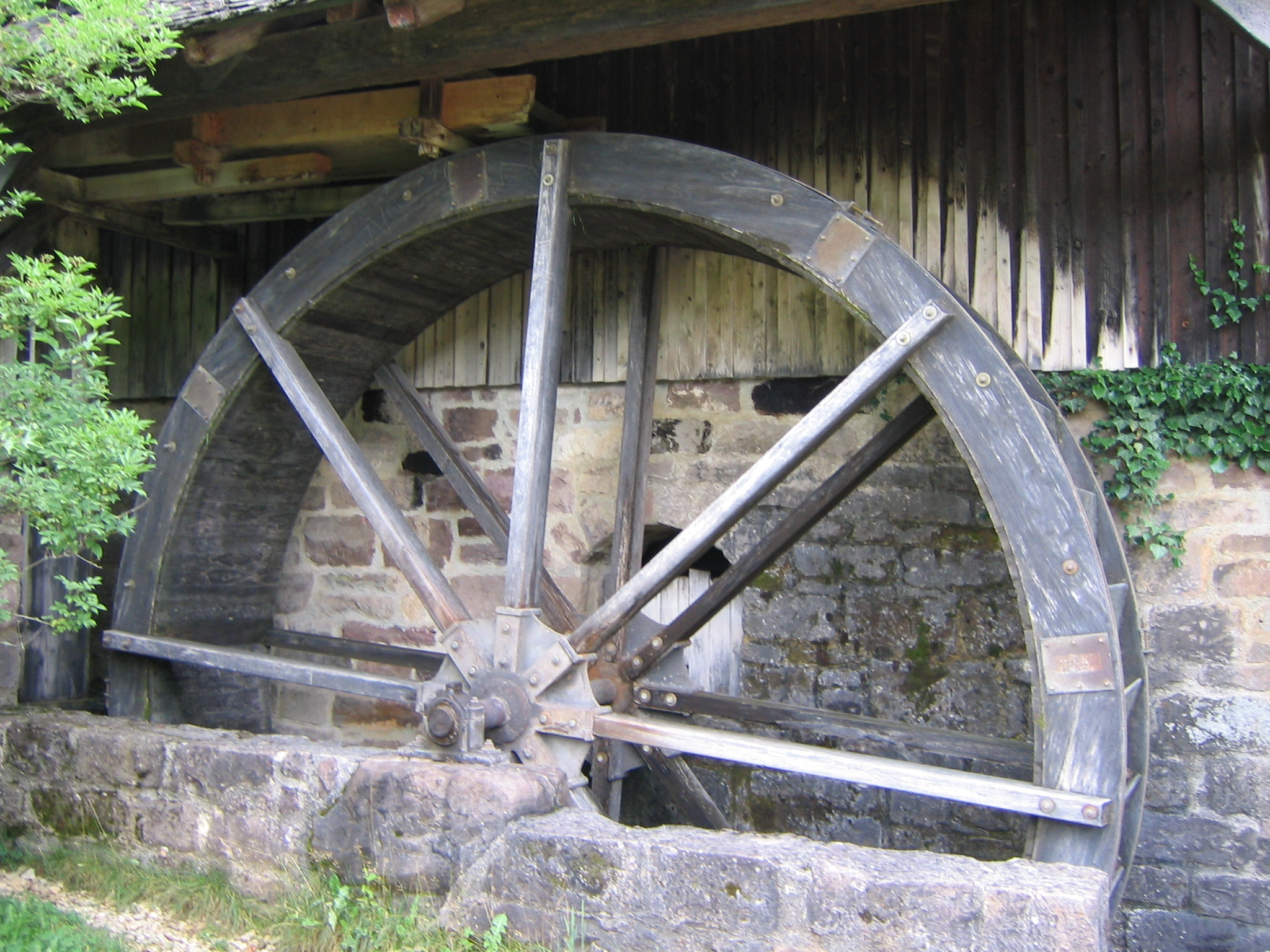
Oberschlächtiges Wasserrad im Freilichtmuseum Neuhausen ob Eck

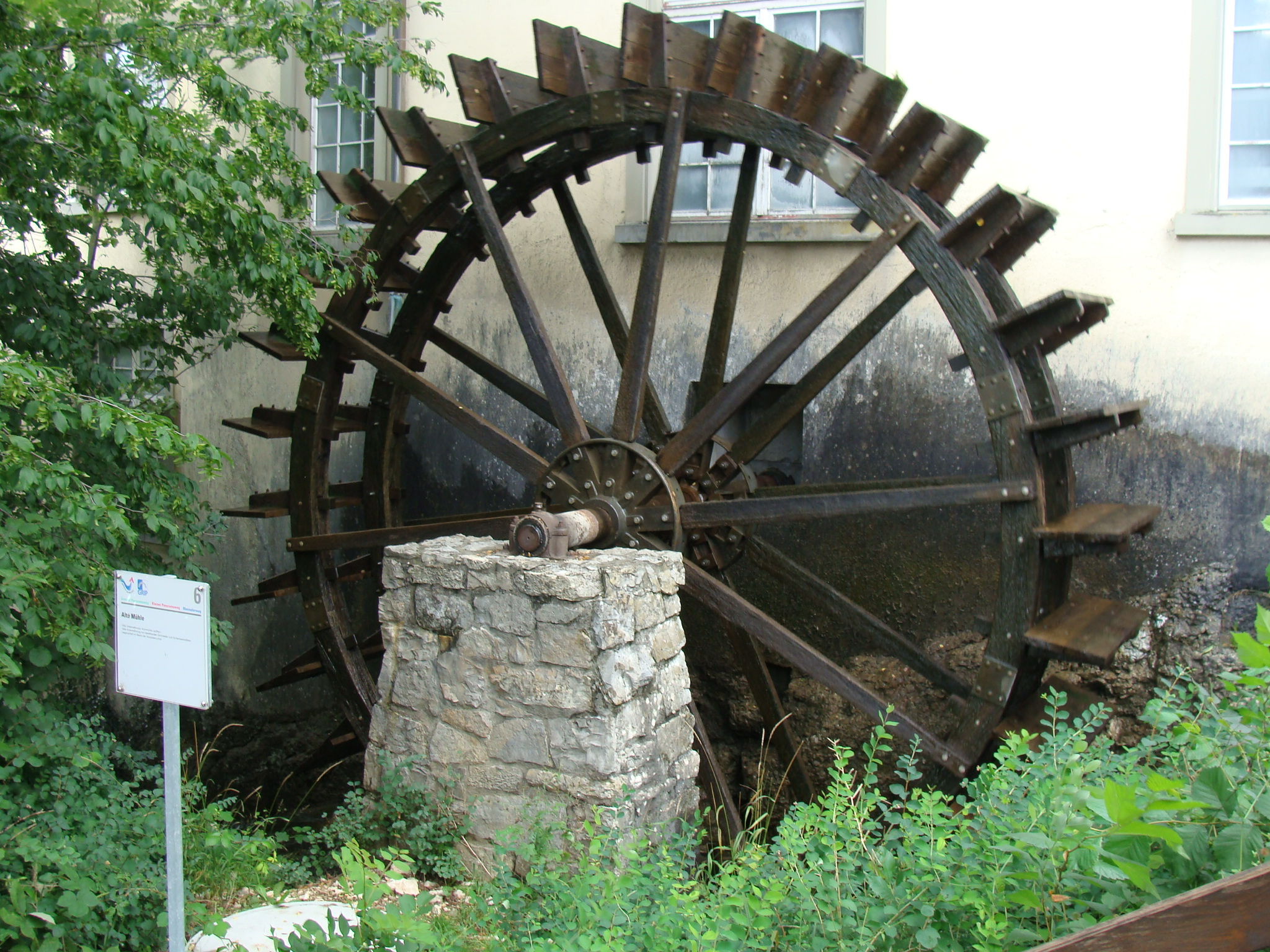
Unterschlächtiges Wasserrad beim Rheinfall in Neuhausen (Schweiz)

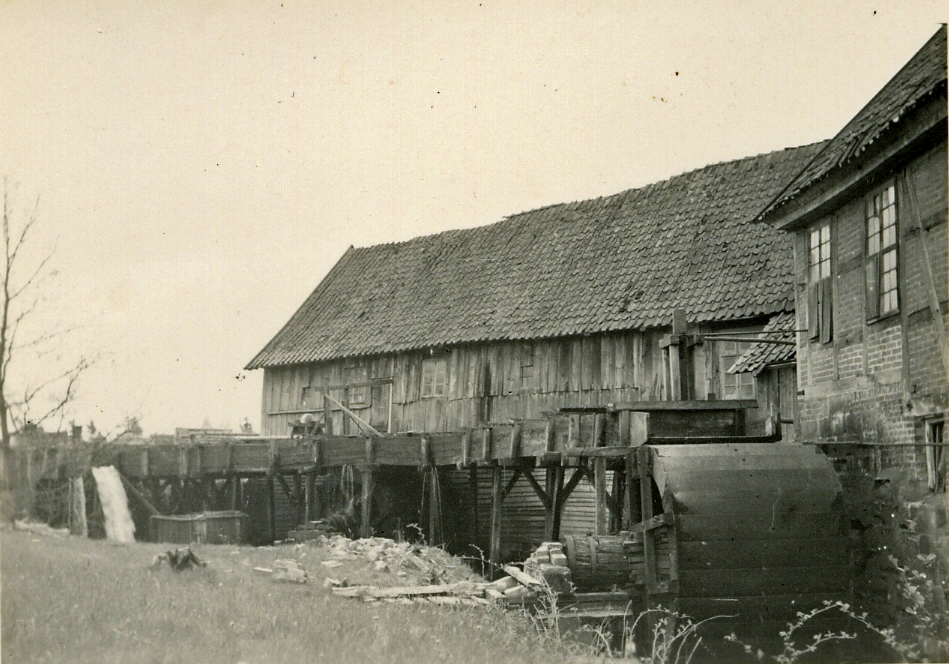
Säge- (links) und Getreidemühle (rechts) mit jeweils eigenem oberschlächtigen Wasserrad
(Luttermühle am Weesener Bach, Hermannsburg, um 1960)

Ein Wasserrad, oft auch Mühlrad, ist eine Wasserkraftmaschine, welche die potentielle oder kinetische Energie des Wassers nutzt, um Wassermühlen aller Art,  Arbeitsmaschinen oder  Wasserschöpfwerke und Generatoren von kleinen Wasserkraftwerken anzutreiben.

## Bedeutung

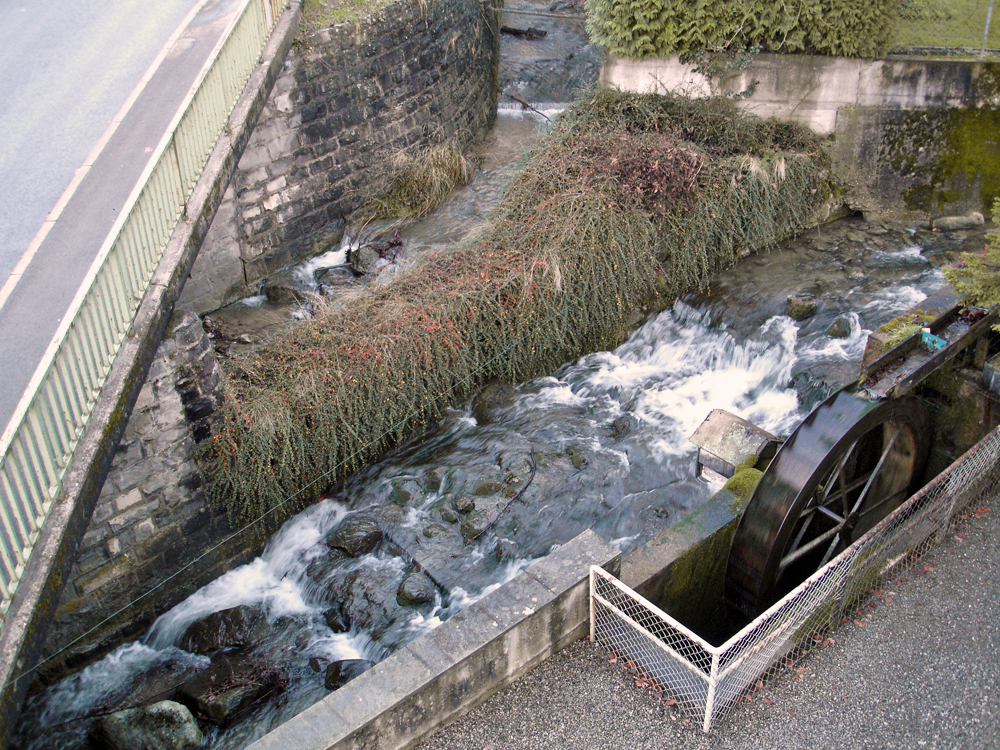
Ein altes Wasserrad am Stiglbach
(Dornbirn, Österreich)

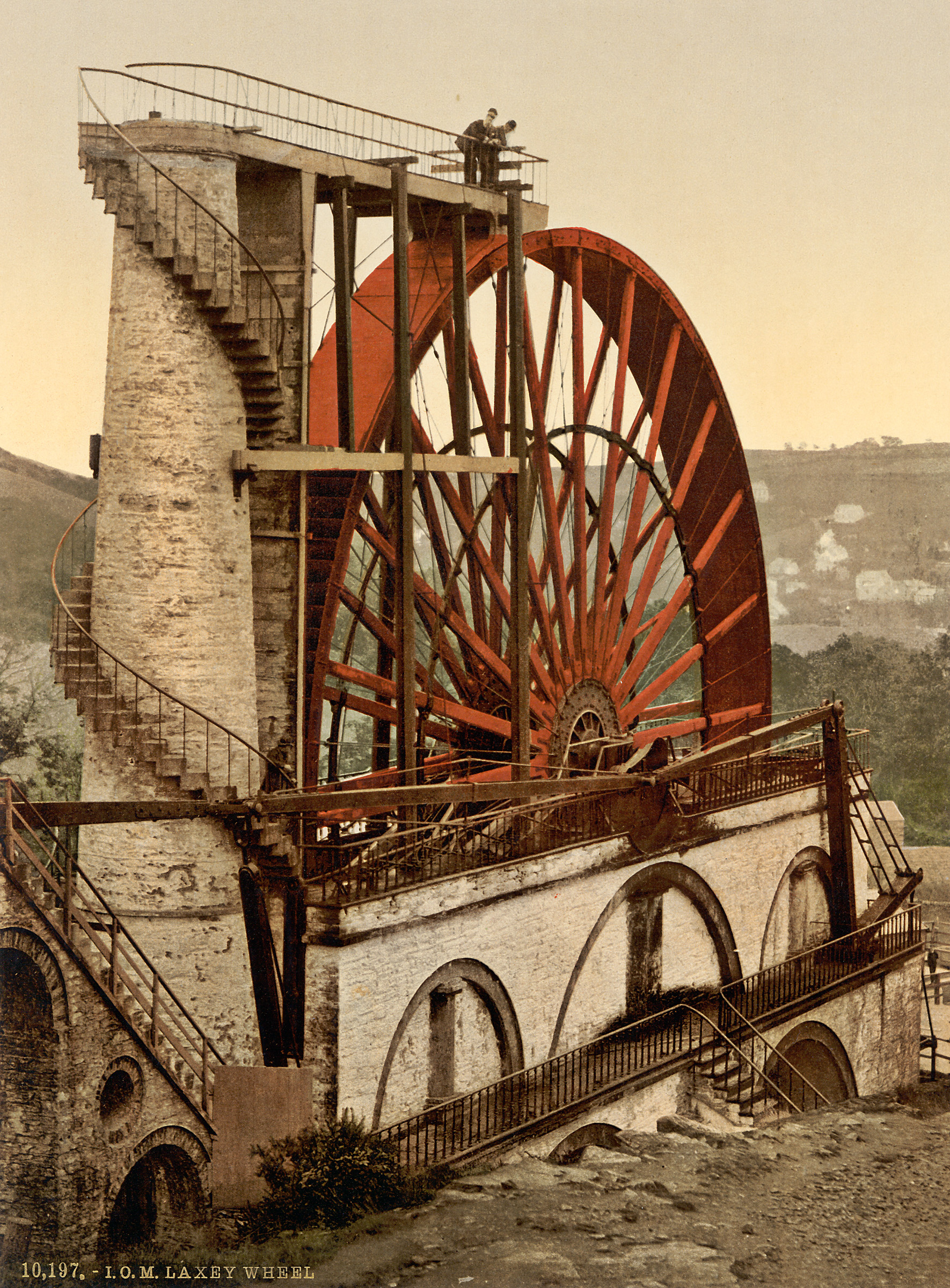
Laxey Wheel (auch Lady Isabella,
mit 22 m Durchmesser größtes noch existierendes original funktionierendes Wasserrad weltweit,
oberhalb Laxey auf der Isle of Man, Foto von 1900)

In vielen industrialisierten Regionen haben Wasserräder heute kaum noch wirtschaftliche Bedeutung. Die meisten stehen in den zahlreichen zu Museen umgebauten Mühlen, einige treiben kleinere Generatoren an und dienen der Stromerzeugung. Teilweise laufen Wasserräder nur zu dekorativen Zwecken ohne Energienutzung. Im Schlosspark Nymphenburg in München betreiben Wasserräder allerdings seit über 200 Jahren bis heute die Pumpwerke für die beiden Fontänen vor dem Schloss. Ein wichtiger Unterschied zwischen Wasserrädern und Turbinen: Wasserräder können ohne Regelung und mit stark schwankenden Wassermengen ohne nennenswerte Einbußen beim Wirkungsgrad laufen. Die dann vom Wasserrad erzeugte Antriebsenergie variiert dabei entsprechend.
Neben den reinen Wassermühlen gab und gibt es Mühlen, die ihre Antriebskraft aus der Kombination von Wasser- und Windenergie beziehen. Eine der wenigen heute noch komplett erhaltenen derartigen Mühlen ist die Hüvener Mühle im nördlichen Emsland.
Die meisten Wasserräder stehen in den Entwicklungsländern Afrikas und Asiens als Hilfsmittel vor allem der Landwirtschaft zur Verfügung. Das weltweit zur Verfügung stehende Leistungspotenzial von Wasserrädern dürfte nach seriösen Schätzungen im Bereich einiger Terawatt liegen. Typischerweise liefert ein Wasserrad eine Antriebsleistung im ein- bis zweistelligen Kilowatt-Bereich. Es stellt einen Beitrag zur nachhaltigen Nutzung der Wasserkraft dar, da es durch seine geringe Leistung und dezentrale Anordnung nur einen kleinen Eingriff in die Natur erfordert.

## Geschichte

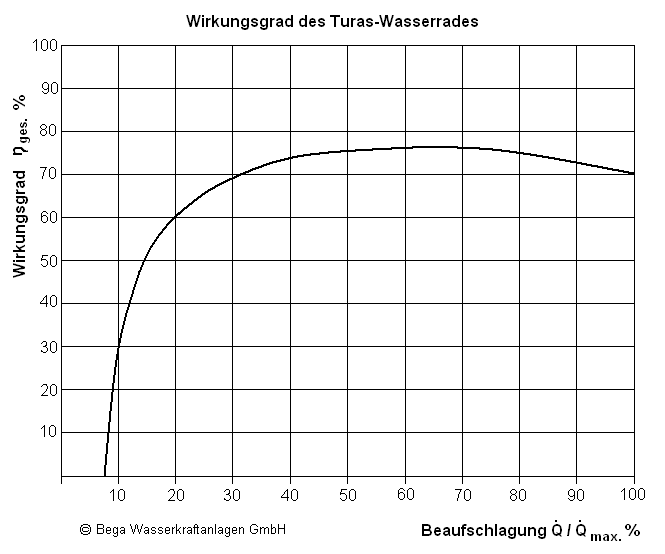
Wirkungsgrad des oberschlächtigen Turaswasserrades

Darstellung der römischen Sägemühle von Hierapolis in Kleinasien.
Die aus dem 3. Jahrhundert n. Chr. stammende Mühle ist die erste bekannte Maschine, die mit einem Mechanismus aus Kurbelwelle und Pleuelstange arbeitete.

Die Erfindung des Wasserrades durch griechische Ingenieure im 4./3. Jahrhundert v. Chr. stellte einen Meilenstein in der Entwicklung der Technik dar, da durch die Nutzung der Wasserkraft mechanische Energie nutzbar gemacht werden konnte. Zu Anfang dienten Wasserräder der Bewässerung in der Landwirtschaft, als Schöpfrad zum Heben von Wasser. Solche Schöpfräder sind seit vor der Zeitenwende in den hellenistischen Staaten und im Römischen Reich, später auch in Indien und China verbreitet.
Bereits in römischer Zeit wurden Wasserräder auch für den Antrieb von Mahlmühlen genutzt. Der römische Baumeister und Ingenieur Vitruv beschreibt in seiner architectura aus dem 1. Jahrhundert v. Chr. sowohl das Prinzip des Wasserschöpfrads als auch das der -mühle ausführlich. Der früheste Nachweis einer Wassermühle in Deutschland gelang den Archäologen durch die Ausgrabung einer Mühle aus der Zeit um Christi Geburt an der Inde. Funde in der alemannischen Siedlung Mittelhofen bei Lauchheim datieren aus dem 6. Jahrhundert. Bereits im 9. Jahrhundert gab es viele Mühlen in Zentralfrankreich. Seit dem 12. Jahrhundert waren Wassermühlen in Mitteleuropa verbreitet. Später kam die Nutzung von Ölmühlen, Walkmühlen, Sägemühlen, Hammerwerken, Papiermühlen und Schleifmühlen hinzu. Der beginnenden Industrialisierung diente das Wasserrad zum Antreiben von Maschinen über die ersten Transmissionen. Auch im Bergwesen wurden sie zum Materialtransport und zur Entwässerung eingesetzt. So wurde im Oberharzer Bergbau mit Beginn des 16. Jahrhunderts der durch die Pest von 1348 zum Erliegen gekommene Bergbau auf Blei, Kupfer und Silber wieder aufgenommen. Im Jahr 1868 veröffentlichte Alfred Dumreicher eine detaillierte Beschreibung des Oberharzer Wasserkraft-Systems. Er zählt darin 190 Wasserräder in der Größe von 6 Fuß (= 1,7 m) bis 40 Fuß (= 11,5 m) Durchmesser auf. Dazu kommen noch drei – für die damalige Zeit ganz moderne – Wassersäulenmaschinen hinzu. 18 Wasserräder haben einen Durchmesser von mehr als 10 Metern und 10 Wasserräder mit 11 Meter Durchmesser und mehr. Dumreicher beziffert die in diesem Wasserkraftsystem erbrachte Leistung auf 1870 Pferdekräfte netto. Dabei wurde hier die Wasserkraft für die besonderen Anforderungen im Erz-Bergbau eingesetzt. Eine der wichtigsten Aufgaben war die Förderung des Erzes von dem unter Tage liegenden Abbaustollen über Höhen von teilweise mehr als 500 Meter zu Tage. Ein mit Erz gefüllter Förderkorb hatte damals ein Gewicht von 300–350 Kilogramm. Weitere Aufgaben waren die Beförderung der Bergleute mit Hilfe der Fahrkunst und das Herausheben des in die Gruben eingesickerten Wassers in Form der bergmännisch genutzten Wasserkunst.
Ein weiteres Beispiel sind die in Möhrendorf an der Regnitz noch vorhandenen neun historischen Wasserschöpfräder, die bereits für den Anfang des 15. Jahrhunderts belegt sind. Eines der größten historischen Wasserräder Deutschlands ist mit 9,6 m Durchmesser, das 1745–1748 erbaute „Große Rad“ in Schwalheim bei Bad Nauheim. Es trieb die mechanischen Pumpen einer frühindustriellen Salinenanlage an. Das größte Wasserrad überhaupt steht auf der Isle of Man. Das Great Laxey Wheel hat etwa 22 m Durchmesser und diente der Entwässerung eines Bergwerks.
Eine ausreichende Wasserversorgung war ein wichtiger Punkt in der Standortbewertung der entstehenden Fabriken, im Gegensatz zu anderen Standortkriterien in der heutigen Zeit. Wesentlicher Punkt, um ein Wasserrad betreiben zu können, waren die Wasserrechte. So findet man heute noch Eigentumsrechte von alten Industriebetrieben im Quellgebiet von Flüssen oder größeren Bächen, die von den Eigentümern nicht mehr genutzt werden. Die zur Verbesserung und Sicherung der Mühlenleistung angelegten Mühlenstauen sind an kleinen Gewässern oft noch als Mühlenteiche erhalten. An größeren Gewässern hatten sie weitreichende Auswirkungen und waren darum im Mittelalter ein Politikum.
Gegen Ende des 19. Jahrhunderts machten es die aufkommenden Wasserturbinen möglich, viel größere Wassermengen und höhere Gefälle zu nutzen. Durch die Einführung der Elektrizität musste die Energie nicht mehr vor Ort mechanisch übertragen werden, sondern konnte in elektrischen Strom umgewandelt werden. Es entstanden Wasserkraftwerke, die auf Grund ihrer Größe kostengünstiger produzieren konnten und die kleinen Kraftwerke mit Wasserrad allmählich verdrängten. Versuche, die vergleichsweise kleinen Wasserräder durch Turbinen zu ersetzen, schlugen vielfach fehl, da beide Antriebe völlig unterschiedliche Eigenschaften haben. Moderne Turbinenentwicklungen eröffnen inzwischen neue Möglichkeiten der Nutzung.
- Das große Wasserrad im National Slate Museum in Wales
- Oberes Rad im Roeder Stollen Rammelsberg, Harz

## Bauformen von Wasserrädern

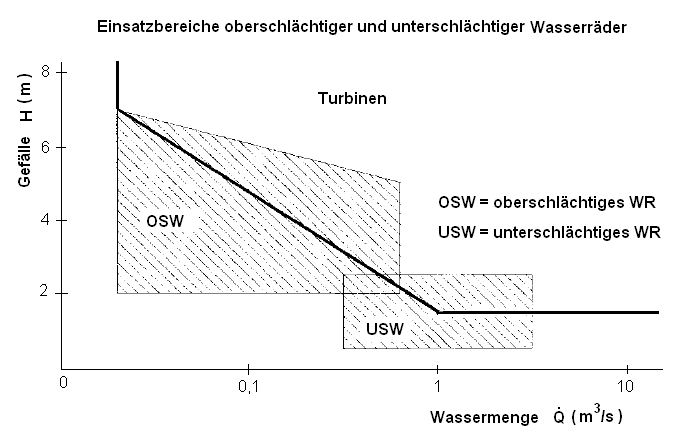
Diagramm Einsatzbereiche der Bauformen

Wasserräder können nach Art des Wasserzulaufs klassifiziert werden. Je nach Gefälle sowie der Höhendifferenz zwischen Zu- und Ablauf werden verschiedene Wasserräder eingesetzt.
Unabhängig davon unterscheidet man zwischen Zellen- und Schaufelrad.
- Zellenräder bestehen aus seitlich und nach unten abgeschlossenen Behältern (Zellen), die das Wasser maximal eine halbe Umdrehung festhalten. Diese Bauform wird auch als Staber- oder Kranzrad bezeichnet.[5] Eine Sonderform stellt das Pansterrad dar, das nach demselben Prinzip aufgebaut, jedoch wesentlich größer und breiter und daher für den Einsatz in Flüssen geeignet ist.[5]
- Schaufelräder besitzen keine Zellen, sondern nur radial angeordnete Bleche oder Bretter (Schaufeln), die zu allen Seiten offen sind. Um das Wasser in den Schaufeln zu halten, laufen die meisten Schaufelräder in einem Kropfgerinne. Um einen hohen Wirkungsgrad zu erzielen, muss das Kropfgerinne möglichst eng an der Schaufel anliegen (siehe Abb. „mittelschlächtiges Wasserrad“). Diese Bauform wird auch als Strauber- oder Stelzenrad bezeichnet.[5]

Die Abbildungen „oberschlächtiges Wasserrad“ und „mittelschlächtiges Wasserrad“ zeigen ein Zellenrad, die Abbildung „unterschlächtiges Wasserrad“ ein Schaufelrad.

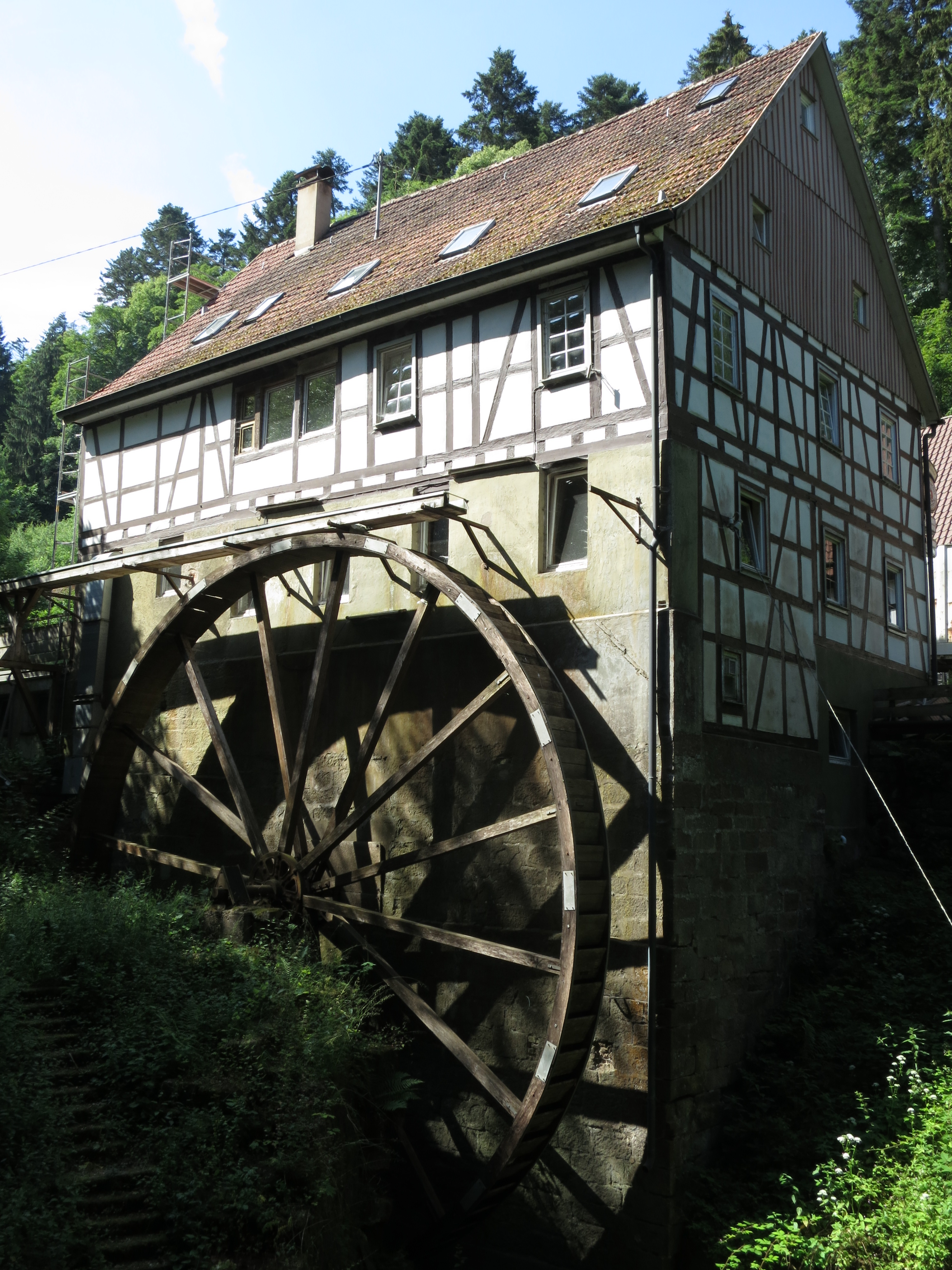
Größtes oberschlächtiges Wasserrad aus Holz in Europa: Schleiftal bei Calw-Stammheim

### Oberschlächtiges Wasserrad

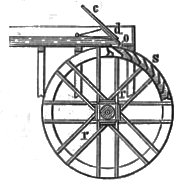
Oberschlächtiges Wasserrad

Beim oberschlächtigen Wasserrad werden Zellenräder eingesetzt. Das Wasser strömt durch eine Rinne (sogenanntes Gerinne oder Fluder) oder ein Rohr zum Scheitelpunkt des Rades, fällt dort in die Zellen und setzt das Rad durch sein Gewicht und seine kinetische Energie (Aufschlagwasser) in Bewegung. Die Fallhöhe liegt üblicherweise zwischen drei und zehn Metern. Oberschlächtige Wasserräder sind seit dem 13. Jahrhundert bekannt. Das größte oberschlächtige Wasserrad innerhalb eines Gebäudes in Europa, mit einem Durchmesser von 10 Metern, dürfte in Böttstein (Schweiz) sein.
Im Gegensatz zur Wasserturbine benötigt ein oberschlächtiges Wasserrad keinen Rechen, um Treibgut herauszufiltern, und der Wirkungsgrad ist weniger abhängig von Schwankungen der Wassermenge. Das Einsatzgebiet liegt bei Gefällen von 2,5 m bis 10 m und Wassermengen bis zu 2 m³/s (typisch sind Gefälle von 3 bis 6 m und Wassermengen von 0,1 bis 0,5 m³/s). Für Mühlen liegen die typischen Wasserradleistungen zwischen 2 und 10 kW. Oberschlächtige Wasserräder werden bei Umfangsgeschwindigkeiten von ca. 1,5 m/s betrieben.
Das Wasser wird bei einem kleinen Wehr, einige 100 m oberhalb des Wasserrades vom Mutterbach abgezweigt und in einem künstlichen Kanal mit wenig Gefälle zum Rad geleitet. Dieser Kanal wird oft als Obergraben, Mühlbach oder oberer Mühlgraben bezeichnet. Das Wehr dient der Regulierung der zuströmenden Wassermenge. Der letzte Teil des Kanals vor dem Rad wird Gerinne genannt. Es besteht häufig aus Holzbrettern oder Metall. Am Gerinne ist ein Freifluter, auch Leerschuss genannt, angebracht, welcher bei Stillstand des Wasserrades das Wasser am Rad vorbeileitet. Eine weitere Anlagenform besteht darin, dass der Obergraben zu einem Stauteich erweitert wird. Das Wasserrad steht in unmittelbarer Nähe hinter dem Teichdamm. Der Wasserzufluss zum Rad wird bei dieser Anlagenform über ein Radschütz gesteuert, welches sich am Ende des Gerinnes befindet.

Oberschlächtige Wasserräder
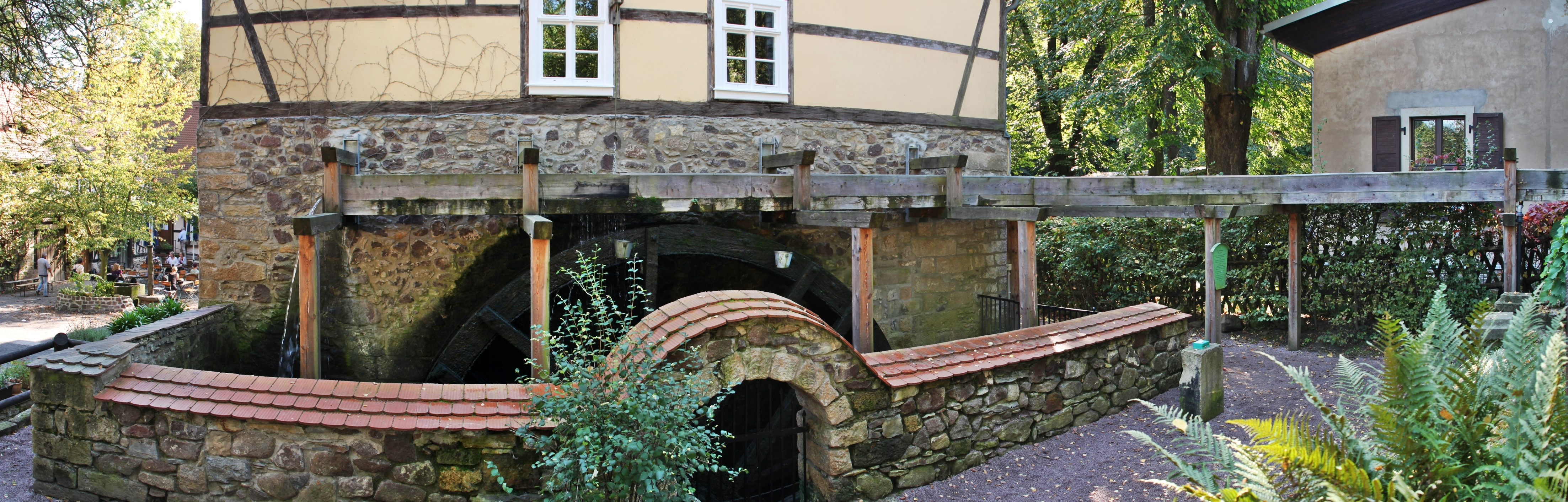
Gerinne und oberschlächtiges Wasserrad der Zschonermühle in Dresden
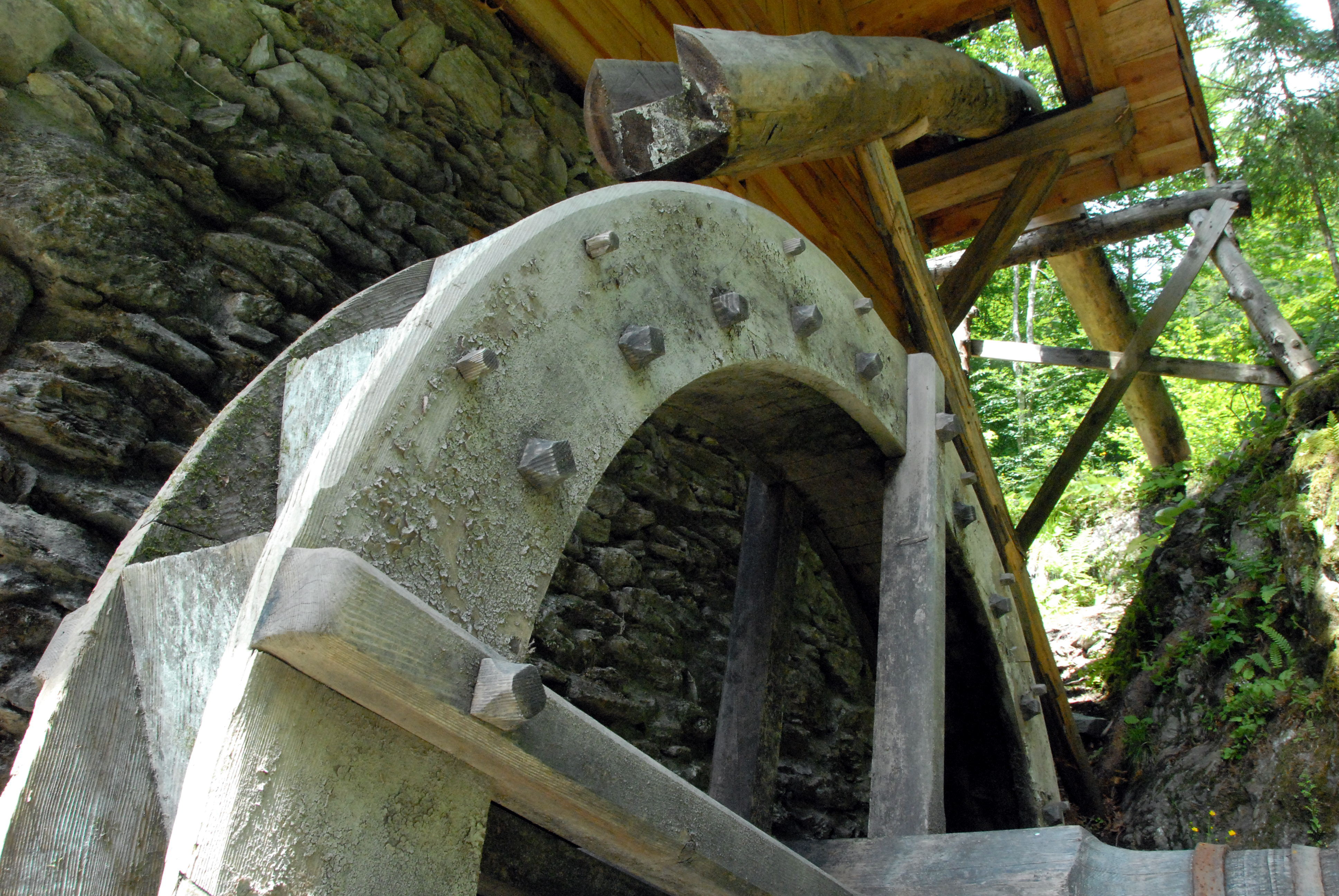
Wasserrad einer Lesachtaler Mühle (Kärnten, A)
- Oberschlächtiges Wasserrad in Betrieb (Video)

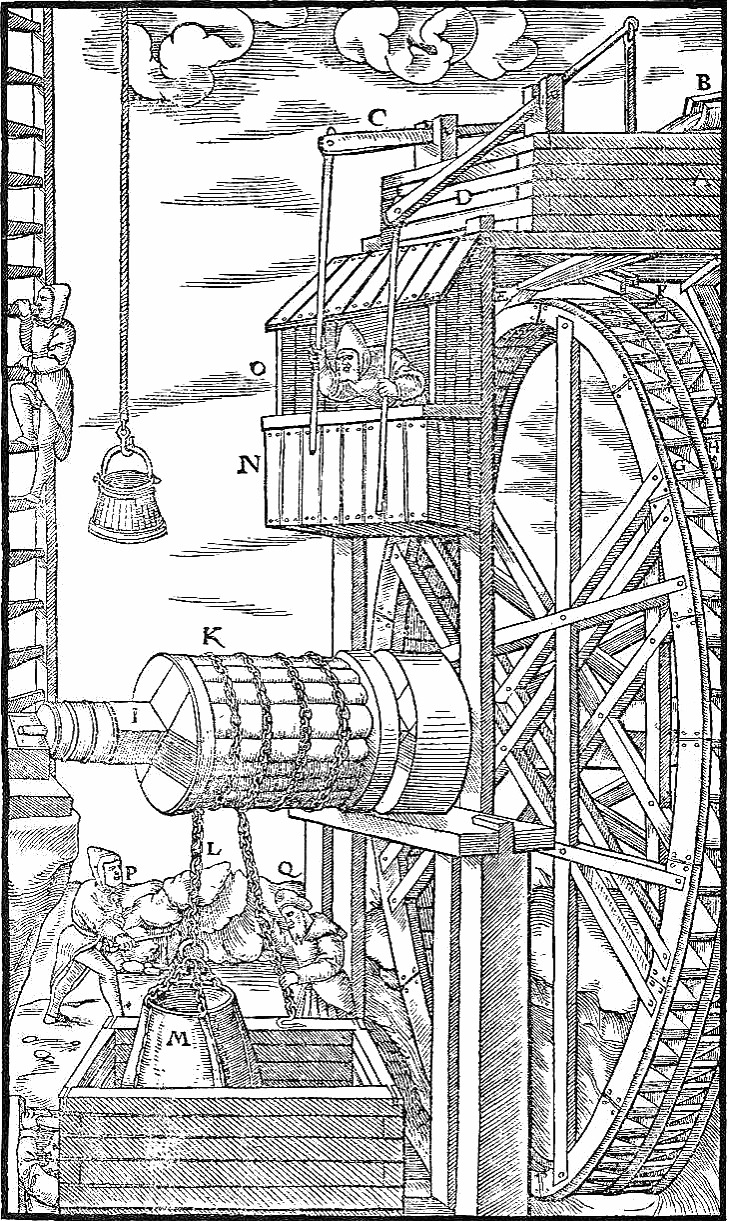
Kehrrad als Teil einer Trommelfördermaschine in De re metallica (Georgius Agricola, 1566)

#### Leistung und Wirkungsgrad eines oberschlächtigen Wasserrades
Die Leistung eines oberschlächtigen Wasserrades errechnet sich zu: {\displaystyle P=\eta _{\text{ges.}}\cdot \rho \cdot {\dot {V}}\cdot g\cdot h}
mit Leistung {\displaystyle P} in Watt, Wirkungsgrad: {\displaystyle \eta _{\text{ges.}}=\eta _{T}\cdot \eta _{\text{Getr.}}}, Dichte des Wassers: {\displaystyle \rho } in kg/m³, Volumenstrom {\displaystyle {\dot {V}}} in m³/s, Fallbeschleunigung: {\displaystyle g} in m/s² und der Fallhöhe, bzw. dem Raddurchmesser {\displaystyle h} in m.
Unter optimalen Bedingungen (insbesondere mit Schaufeln aus Stahlblech) werden beim oberschlächtigen Wasserrad Wirkungsgrade von über 80 % realisiert: Das Handbuch der Bergmaschinen-Mechanik (Julius Weisbach, 1836) berechnet für ein Beispiel den Wirkungsgrad eines „gut ausgelegten“ oberschlächtigen Wasserrades zu rund 0,852.
Allerdings ist ein Wasserrad im Winter mit Vereisungsproblemen konfrontiert. Enteisungsarbeit am Wasserrad ist anstrengend und nicht ungefährlich. Daher wurden viele Wasserräder mit einem Radhaus umbaut. Das Radhaus schützt nicht nur vor Eis, sondern verhindert auch ein Austrocknen bei Stillstand, wodurch es bei hölzernen Bauteilen zu unregelmäßigem Gang des Rades kommt. Turbinen haben diese Probleme nicht.

#### Kehrrad

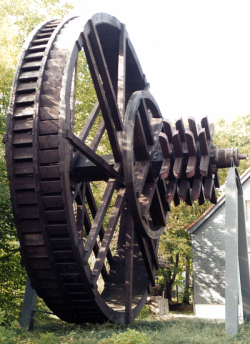
Kehrrad mit 9,5 m Durchmesser
(Rekonstruktion, Clausthal-Zellerfeld)

Eine besondere Bauform ist das Kehrrad. Es wird meist oberschlächtig, seltener auch rückenschlächtig oder mittelschlächtig beaufschlagt. Kehrräder haben zwei gegenläufig angeordnete Schaufelkränze, so dass es je nach Beaufschlagung seine Drehrichtung ändern kann. Kehrräder fanden im Bergbau Verwendung, um mit Wasserkraft Fördermittel anzutreiben. Durch die Umkehr der Richtung konnten die Tonnen oder Körbe gehoben und gesenkt werden. In der Regel befand sich eine Seiltrommel oder ein Kettenkorb mit auf der Welle des Rades. Unabdingbar war darüber hinaus eine Bremsvorrichtung, um das Kehrrad abbremsen zu können (Bremsrad).
Die Überreste des ältesten heute bekannten großen Kehrrades (mit einem Durchmesser von 11,5 Metern) entdeckten Montanarchäologen des ArchaeoMontan-Projektes beim Landesamt für Archäologie Sachsen 2016 in einer untertägigen Radstube unter Bad Schlema. Es wurde um 1500 gefertigt. Die älteste heute bekannte Darstellung eines Kehrrades stammt von Georgius Agricola aus dem Jahr 1556. Im Freiberger Revier hat sich im Abraham-Schacht ein originales Kehrrad (um 1850) in der Radstube erhalten.
Noch im 19. Jahrhundert wurden im sächsischen Erzgebirge Kehrräder aus Stahl eingesetzt.

### Mittelschlächtiges und rückschlächtiges Wasserrad

Schema eines mittelschlächtigen Wasserrads

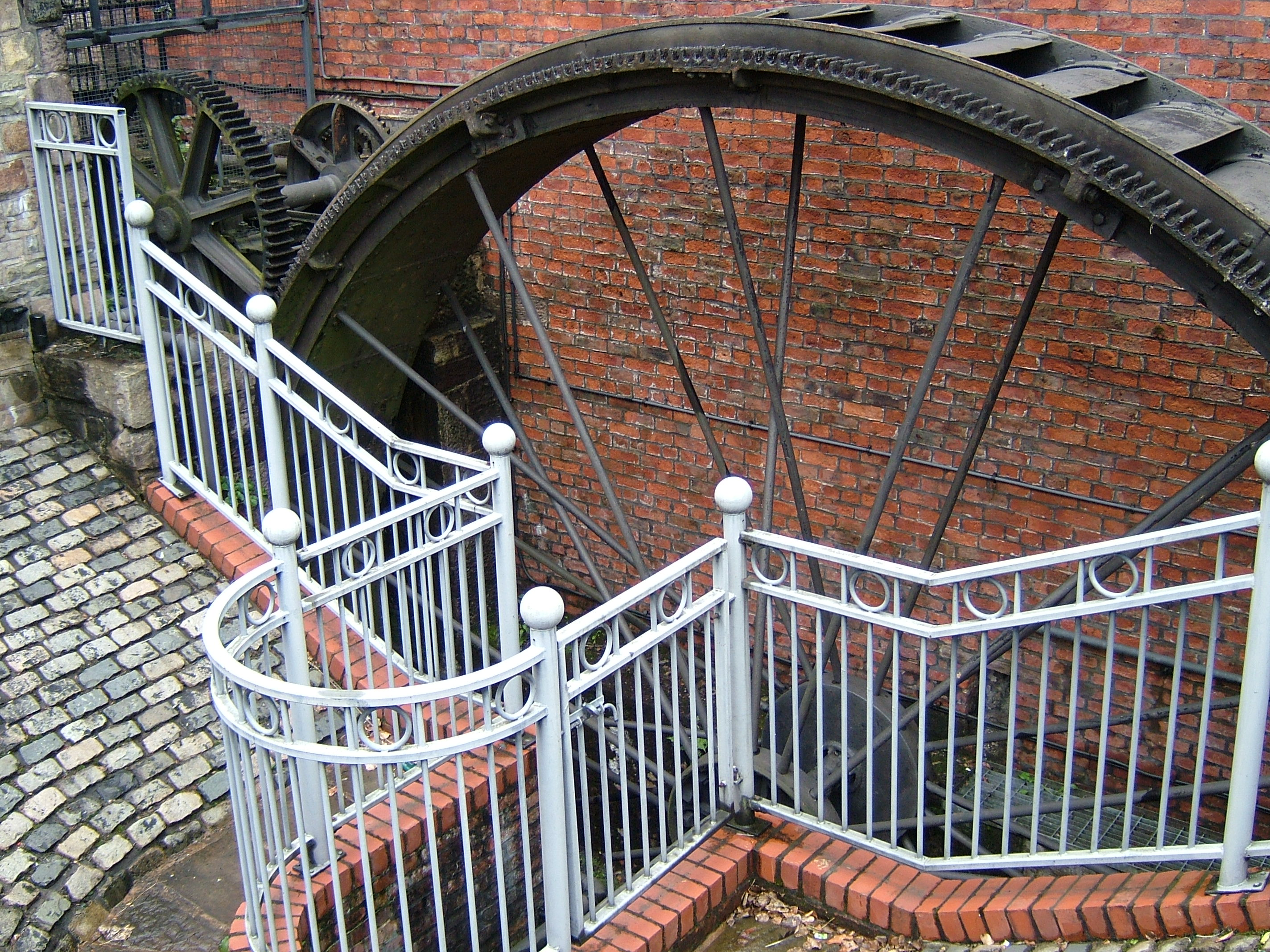
10 Meter hohes mittelschlächtiges Speichenrad mit außenliegendem Zahnkranz des Portland Basin Canal Warehouse am Ashton Canal, Greater Manchester, England

Mittelschlächtige Wasserräder werden etwa auf Nabenhöhe beaufschlagt („vom Wasser getroffen“) und nutzen Strömung und Gewicht des Wassers, also Stoß und Druck gleichermaßen. Sie können als Zellenrad oder als Schaufelrad gebaut werden. Mittelschlächtige Zellenräder werden auch rückschlächtig genannt, sie werden ähnlich wie oberschlächtige Räder gebaut, drehen aber in die entgegengesetzte Richtung. Der Übergang zu unterschlächtigen Rädern ist fließend, auch Zuppinger-Räder (Siehe: unterschlächtiges Wasserrad) können fast auf Nabenhöhe beaufschlagt werden.
Manche mittelschlächtige Räder haben einen Kulisseneinlauf ('a' in der Schemaskizze). Das ist eine meist verstellbare Leitvorrichtung, welche das Wasser in mehrere Teilstrahlen (meist drei) aufteilt und dem Rad in einer bestimmten Richtung zuführt.

#### Wirkungsgrad mittelschlächtiger Wasserräder
Moderne mittelschlächtige Wasserräder können bei entsprechender Konstruktion von Zulauf und Ablauf sowie Kammern und Schaufelform Wirkungsgrade von bis zu 85 % erreichen, was sie nahe an den Wirkungsgrad von herkömmlichen Turbinen heranbringt. Das Handbuch der Bergmaschinen-Mechanik, Band 2 (Julius Weisbach, 1836) berechnet für ein Beispiel den Wirkungsgrad eines „gut ausgelegten“ oberschlächtigen Wasserrades: rund 0,852. Die Formel zur Berechnung des Wirkungsgrades gibt Weisbach auf Seite 107 an. Sie soll gleichermaßen für oberschlächtige, als auch für mittel- und rückschlächtige Wasserräder gültig sein.

### Unterschlächtiges Wasserrad

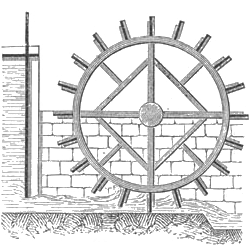
Unterschlächtiges Wasserrad

Bei unterschlächtigen Wasserrädern fließt das Wasser unter dem Rad in einem Kropf durch. Der Kropf ('K' in der Schemaskizze zum mittelschlächtigen Wasserrad) ist eine Führung, welche dem Rad angepasst ist. Sie verhindert, dass Wasser unterhalb und seitlich der Schaufeln abfließt, ohne es anzutreiben. Wegen ihrer recht simplen Bauweise sind unterschlächtige Wasserräder die älteste Form der Wasserräder.
Die Kraftübertragung erfolgt über Schaufeln. In ihrer einfachsten Form bestehen die Schaufeln aus einem Holzbrett; speziell gebogene Blechschaufeln verbessern den Wirkungsgrad.
Das Einsatzgebiet liegt bei Gefällen von 0,25 bis 2 m und Wassermengen über 0,3 m³/s bzw. 300 Litern pro Sekunde. Daraus ergibt sich eine Leistung im ein- bis zweistelligen kW-Bereich. Unter optimalen Bedingungen, insbesondere, wenn der Spalt zwischen Kropf und Rad klein ist, werden Wirkungsgrade von über 70 % erzielt. Unterschlächtige Wasserräder werden bei Umfangsgeschwindigkeiten von 1,6–2,2 m/s betrieben, wobei diese Größe einen Erfahrungswert darstellt. Wegen des geringen Gefälles steht das Wasserrad normalerweise direkt beim Wehr.
1849 wurde das Zuppinger-Rad patentiert. Seine evolventenförmige Schaufeln erzielen einen höheren Wirkungsgrad. Diese Bauform war vor der Einführung von Dampfmaschinen in der Industrie im 19. Jahrhundert (Textilindustrie, chemische Industrie, Stahlindustrie) verbreitet. Wasserräder mit breiten Rädern aus Eisen hatten beachtliche Leistungen von einigen 10 kW. Mit den Drehzahlen des Wasserrades konnten langsamgehende Maschinen wie z. B. Stampfwerke oder Schwanzhämmer (= Hammerschmiede) direkt angetrieben werden. Die meisten Antriebsmaschinen benötigten mehrstufige Getriebe (Vorgelege), um die erforderlichen Drehzahlen bereitzustellen. Dies begünstigte den Einsatz von Turbinen gegenüber dem Wasserrad.

#### Unterscheidung nach der Befestigungsart der Schaufeln in Staberad, Strauberad und Schiffmühlenrad
Während oberschlächtige Räder Zellen zur Aufnahme des Wassers haben, haben mittelschlächtige Räder und unterschlächtige Räder Schaufeln. In der Art der Befestigung der Schaufeln wird zwischen Staberädern und Strauberädern unterschieden. Bei Staberädern sind die Schaufeln zwischen jeweils zwei Kränzen (innerer und äußerer „Ring“ jeweils an Innenseite und Außenseite der Schaufel links und rechts) befestigt. Bei Strauberädern sind die Schaufeln oft auf kurzen Armen aufsitzend, die radial aus dem Radkranz hervorragen und meist mit einem Ring (Kranz) gesichert. Das Zuppinger-Rad wäre demnach vom Aufbau her ein Strauberad. Die an Wassermühlen üblichen Staberäder sind im Allgemeinen weniger breit als Strauberäder. Strauberäder wurden an Wassermühlen eher selten angewendet. Ein Beispiel für eine Mühle, die ursprünglich ein Strauberad hatte, war die Klostermühle Lahde.
Eine typische Anwendung von Strauberädern war als Antriebsrad an Raddampfern.

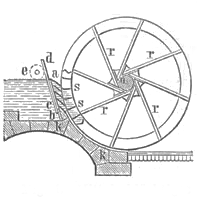
Mittelschlächtiges Wasserrad, der Bauart nach ein Staberad, da es zwei, die Schaufeln haltende Ringe, an jeder Seite hat
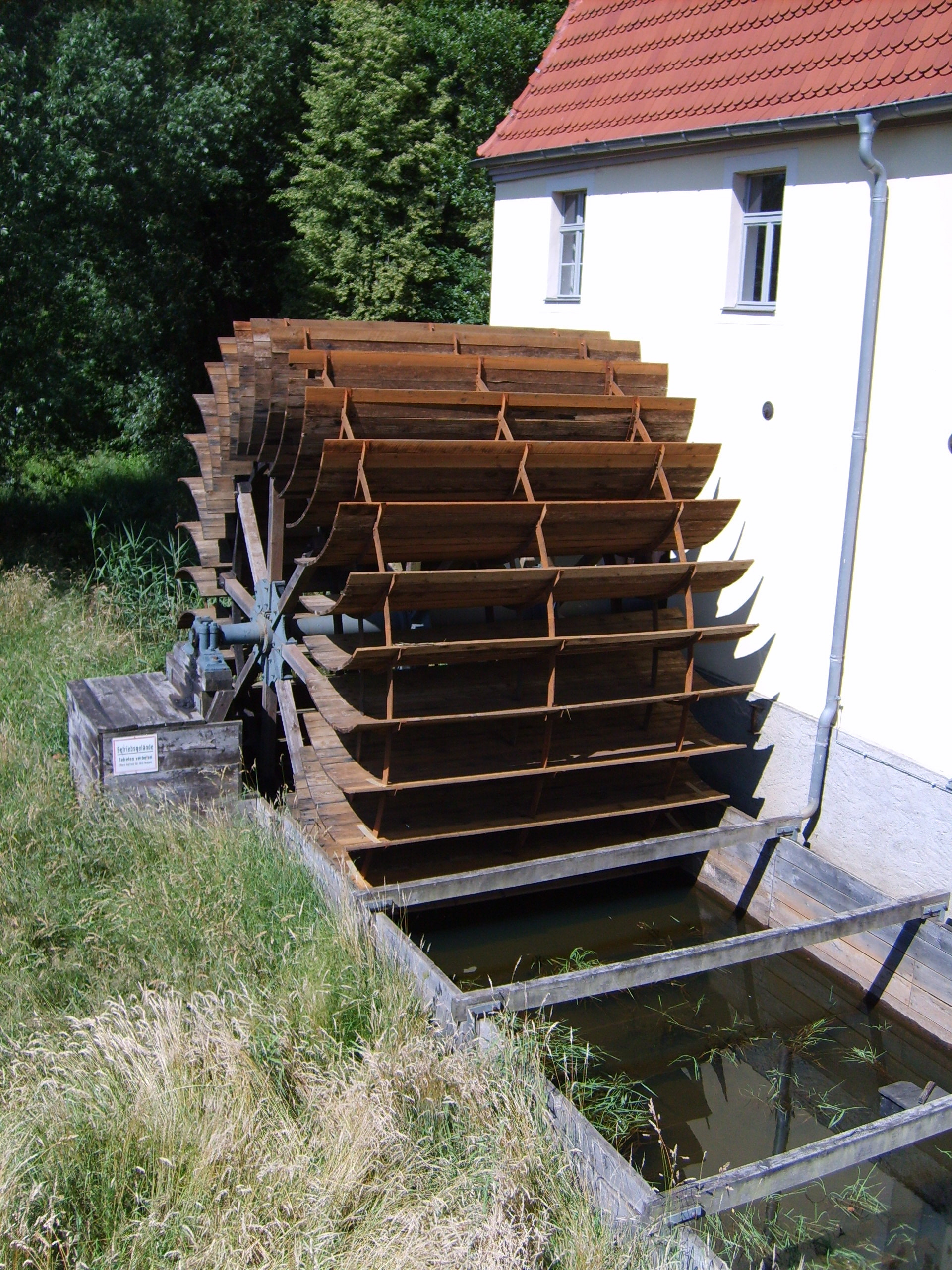
Zuppinger-Rad der Elstermühle Plessa, vom Bautyp her mittel- bis unterschlächtig und ein Strauberad, da (fast) jede Schaufel über einen Arm mit der Welle/Nabe verbunden ist
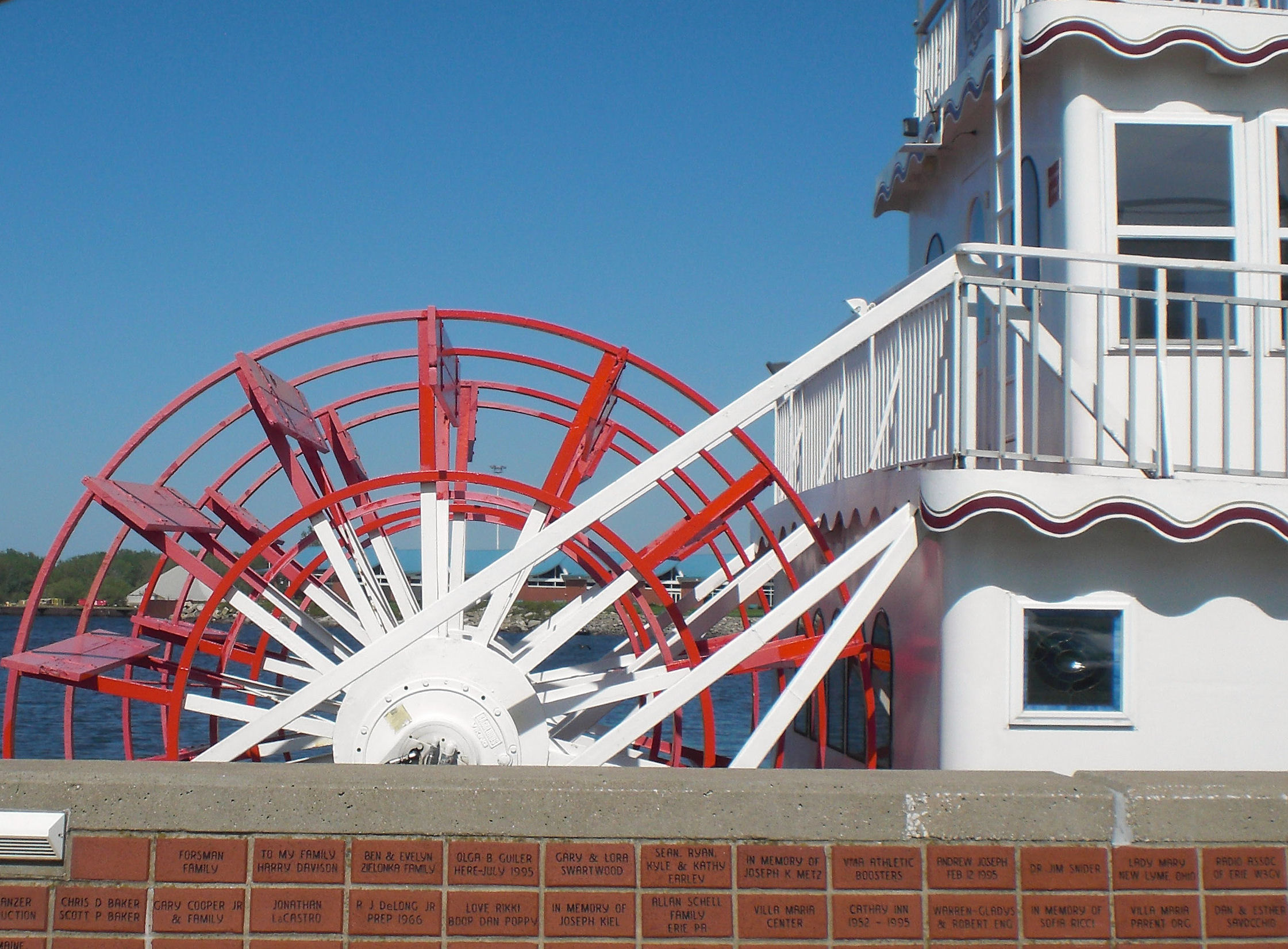
Strauberad eines Heckraddampfers
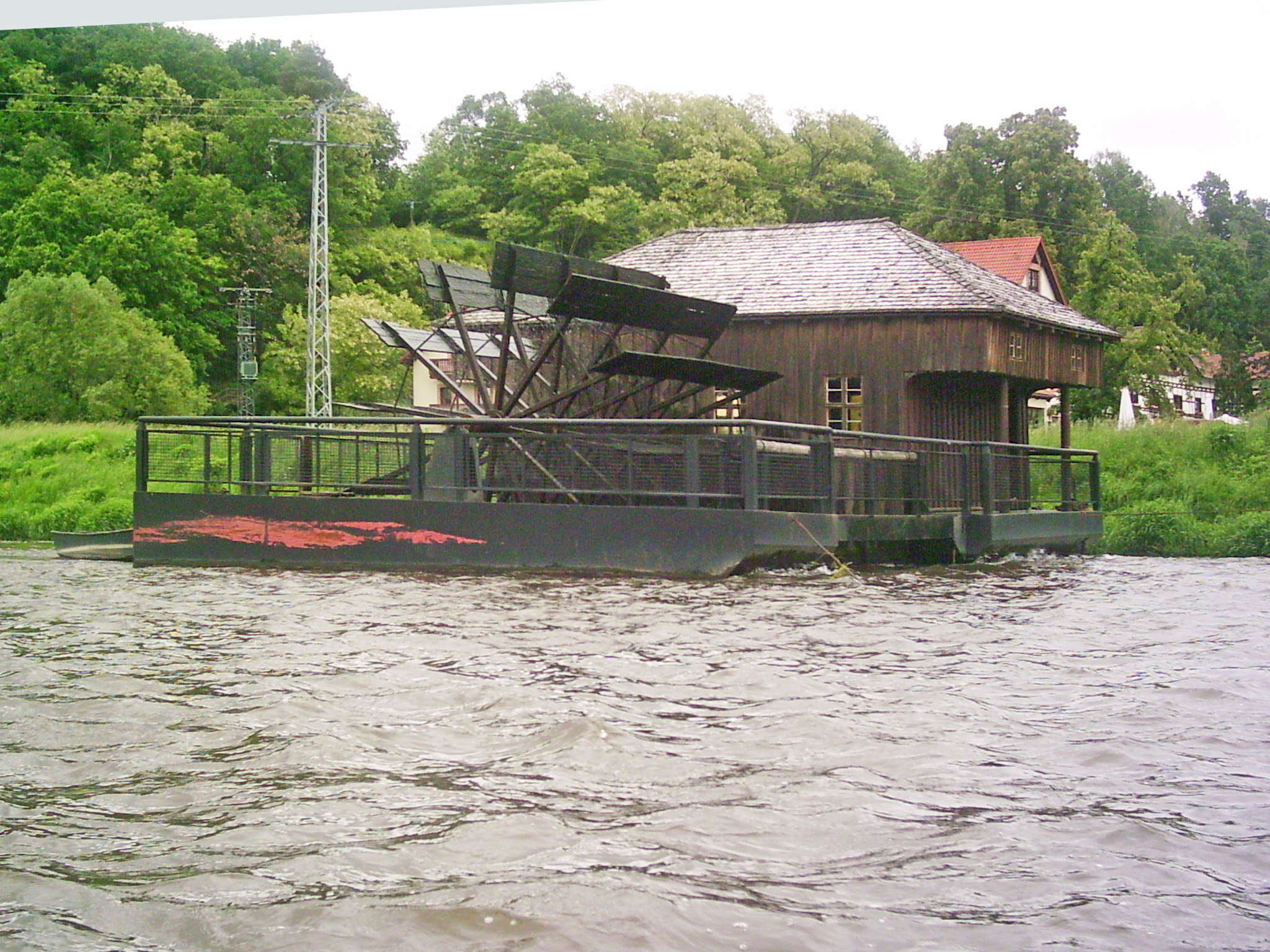
Schiffmühlrad: die Schaufeln befinden sich an den Enden von Armen und haben praktisch keine Kränze (stabilisierende Ringe)

Das Handbuch der Bergmaschinen-Mechanik (Julius Weisbach, 1836) unterscheidet Staberad, Strauberad und Schiffmühlenrad folgendermaßen (Zitat):
"Das Staberad hat zwei parallele Kränze (gemeint sind Ringe) zwischen denen die Schaufeln mehr oder weniger radial eingesetzt sind, nähert sich also am meisten einem ober- oder mittelschlächtigem Wasserrade. Das Strauberad hat nur einen Kranz (Ring) auf dessen Umfange kurze Schaufeln eingesteckt sind (s.Fig.50: im Anhang Tab.III). Das Schiffmühlenrad endlich hat gar keinen Kranz (Ring) denn die langen Schaufeln desselben befinden sich unmittelbar an den Enden der Radarme oder Speichen". Sie sind alle drei als Unterschlächtige Wasserräder eingestuft.

#### Das Poncelet`sche Wasserrad mit krummen Schaufeln
Unterschlächtige Wasserräder mit krummen Schaufeln werden (nach ihrem Erfinder Jean-Victor Poncelet (1788–1867)) Poncelet`sche Wasserräder genannt. Poncelet erfand sie um 1826.

#### Wirkungsgrad unterschlächtiger Wasserräder
Gewöhnliche unterschlächtige Wasserräder haben einen Wirkungsgrad von 25 bis 35 %. Poncelet gab für die Poncelet`schen Räder wegen der gekrümmten Schaufeln einen Wirkungsgrad von 50 bis 55 % an.

### Tiefschlächtiges Wasserrad
Ein tiefschlächtiges Wasserrad ähnelt einem unterschlächtigen, jedoch ist bei jenem das Wasserrad in ein (nahezu) ebenes Fließgewässer eingetaucht und wird allein durch dessen Fließgeschwindigkeit angetrieben. Gegenüber dem unterschlächtigen Wasserrad ist hier ausschließlich die natürliche Fließgeschwindigkeit des Gewässers von Belang, eine Erhöhung der zur Verfügung stehenden Energie durch ein künstlich angelegtes Gefälle im Gewässer (entlang des Wasserrades oder durch eine Staustufe vor selbigem) findet nicht statt.

#### Leistung und Wirkungsgrad
Das Leistungsangebot des Gewässers aus dessen kinetischer Energie durch die Fließgeschwindigkeit {\displaystyle {v_{\mathrm {Fluss} }}}, bezogen auf die vom Wasserrad beeinflusste Querschnittsfläche {\displaystyle A}, lässt sich wie folgt berechnen:
{\displaystyle {\dot {m}}=A\cdot \rho \cdot {v_{\mathrm {Fluss} }}}
{\displaystyle P_{\mathrm {Fluss} }={\frac {1}{2}}\cdot {\dot {m}}\cdot {v_{\mathrm {Fluss} }}^{2}={\frac {1}{2}}\cdot A\cdot \rho \cdot v_{\mathrm {Fluss} }^{3}}
Die Leistung eines tiefschlächtigen Wasserrades lässt sich wie folgt berechnen:
Die Wasserströmung ({\displaystyle \rho } Dichte des Wassers in kg/m³) übt eine Kraft {\displaystyle F} (in Newton) auf die Schaufeln mit der Querschnittsfläche {\displaystyle A} (in m²) aus, die aus dem dynamischen Druck der Strömung auf die Schaufel berechnet werden kann:
{\displaystyle F=A\cdot c_{w}\cdot {\frac {1}{2}}\cdot \rho \cdot v_{\mathrm {dynamisch} }^{2}}
Der Strömungswiderstandsbeiwert {\displaystyle c_{w}} ist eine dimensionslose Zahl und kann aus entsprechenden Tabellenwerken abgeleitet werden. Eine Hohlkugelhalbschale, die zur hohlen Seite hin angeströmt wird, hat den Beiwert ≈1,35. Es ist allerdings zu beachten, dass bei einem Wasserrad ohne eine dynamische Verstellung des Anstellwinkels zu einer senkrechten Anströmung (exzentergesteuerte Radschaufeln) beim Ein- und Austauchen flachere Winkel wirken. Der wirksame mittlere Strömungswiderstandsbeiwert {\displaystyle c_{w}} ist also kleiner als der in den üblichen Tabellenwerken ablesbare. Exzentergesteuerte Radschaufeln stellen insofern eine mögliche Verbesserung dar, sind aber wartungsintensiv und verursachen zusätzliche Verluste zum Antrieb der Exzentersteuerung, so dass sie sich nicht durchsetzten.
Die für den dynamischen Druck wirksame Geschwindigkeit {\displaystyle v_{\mathrm {dynamisch} }} berechnet sich aus der Strömungsgeschwindigkeit des Flusses {\displaystyle v_{\mathrm {Fluss} }}, vermindert um die Oberflächengeschwindigkeit des Wasserrades {\displaystyle v_{\mathrm {Wasserrad} }}:
{\displaystyle v_{\mathrm {dynamisch} }=v_{\mathrm {Fluss} }-v_{\mathrm {Wasserrad} }}
Die Leistung des Wasserrades {\displaystyle P} (in Watt) berechnet sich aus
- dem Produkt der Kraft mit der Oberflächengeschwindigkeit des Wasserrades {\displaystyle v_{\mathrm {Wasserrad} }}

{\displaystyle P_{\mathrm {Wasserrad} }=F\cdot v_{\mathrm {Wasserrad} }}
bzw.
- dem Produkt der Kraft mit der Winkelgeschwindigkeit des Wasserrades {\displaystyle \omega _{\mathrm {Wasserrad} }} und dem Radius des Wasserrades {\displaystyle r}:

{\displaystyle P_{\mathrm {Wasserrad} }=F\cdot \omega _{\mathrm {Wasserrad} }\cdot r}
Löst man dieses Gleichungssystem, indem die Kraft {\displaystyle F}, die dynamische Geschwindigkeit {\displaystyle v_{\mathrm {dynamisch} }} und die Oberflächengeschwindigkeit des Wasserrades {\displaystyle v_{\mathrm {Wasserrad} }} eliminiert werden, so erhält man die Gleichung für die Leistung des Wasserrades:
{\displaystyle P_{\text{Wasserrad}}={\frac {1}{2}}\cdot A\cdot c_{w}\cdot \rho \cdot {v_{\text{Wasserrad}}}\cdot ({v_{\text{Fluss}}}-{v_{\text{Wasserrad}}})^{2}={\frac {1}{2}}\cdot A\cdot c_{w}\cdot \rho \cdot r\cdot \omega \cdot ({v_{\text{Fluss}}}-r\cdot \omega )^{2}}
Die Leistung ist optimal bei:
{\displaystyle {\frac {r\cdot \omega }{v_{\mathrm {Fluss} }}}={\frac {v_{\mathrm {Wasserrad} }}{v_{\mathrm {Fluss} }}}={\frac {1}{3}}}
Die optimale Oberflächengeschwindigkeit beträgt also nur 1/3 der Strömungsgeschwindigkeit des Flusses, weswegen ein modernes Wasserrad über eine Drehzahlregelung verfügen sollte, um es mit der optimalen Drehzahl betreiben zu können. Ob die Messung der Strömungsgeschwindigkeit des Flusses mittels Ultraschall-Doppler-Sonde erforderlich ist, hängt davon ab, ob die Strömungsgeschwindigkeit, je nach Wasserstand, stark schwankt.
Die maximal mögliche Leistung kann dann folgendermaßen berechnet werden:
{\displaystyle P_{\mathrm {{Wasserrad}-{optimal}} }={\frac {2}{27}}\cdot A\cdot c_{w}\cdot \rho \cdot {v_{\mathrm {Fluss} }}^{3}}
Tiefschlächtige Wasserräder benötigen also einen hohen dynamischen Anströmdruck durch den Fluss und erzeugen daraus eine niedrige Drehzahl. Das wirkt sich wie folgt auf den Wirkungsgrad aus:
Der Wirkungsgrad eines tiefschlächtigen Wasserrades {\displaystyle \eta } ist der Quotient aus der Leistung des Wasserrades und des Leistungsangebots des Flusses, wenn die Ähnlichkeitskennzahl {\displaystyle \Theta ={\frac {v_{\mathrm {Wasserrad} }}{v_{\mathrm {Fluss} }}}} eingeführt wird:
{\displaystyle \eta ={\frac {P_{\mathrm {Wasserrad} }}{P_{\mathrm {Fluss} }}}=c_{w}\cdot \left({\frac {v_{\mathrm {Wasserrad} }}{v_{\mathrm {Fluss} }}}-2\cdot {\left({\frac {v_{\mathrm {Wasserrad} }}{v_{\mathrm {Fluss} }}}\right)}^{2}+{\left({\frac {v_{\mathrm {Wasserrad} }}{v_{\mathrm {Fluss} }}}\right)}^{3}\right)=c_{w}\cdot \left(\Theta -2\cdot \Theta ^{2}+\Theta ^{3}\right)=c_{w}\cdot \Theta \cdot (1-\Theta )^{2}}

Diese Beziehung wird in der folgenden Grafik veranschaulicht:

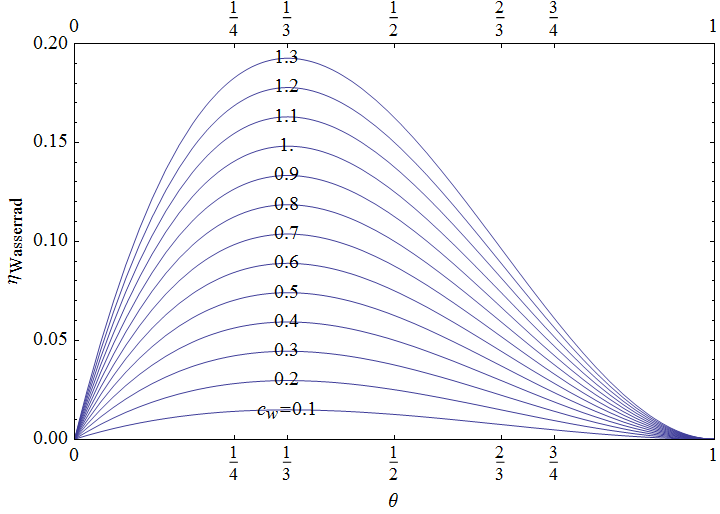
Wirkungsgrad eines tiefschlächtigen Wasserrades als Funktion des Geschwindigkeitsquotienten und in Abhängigkeit von dem Parameter

Der Wirkungsgrad erscheint zwar relativ gering im Verhältnis zu dem durch einen Unterwasserpropeller (Unterwasserwindrad) erreichbaren Wirkungsgrad von ≈60 % nach dem Gesetz von Betz (dieses ist für einen Unterwasserpropeller anwendbar, da Betz von einem nicht kompressiblen Medium ausging).
Das ist darauf zurückzuführen, dass ein tiefschlächtiges Wasserrad eine einfache Arbeitsmaschine ist, die einen Strömungswiderstand und damit eine Reibung in Arbeit konvertiert. Strömungsmaschinen wie Propeller oder Windräder dagegen wandeln den Druckunterschied von angeströmten Tragflächen in ein maximales Drehmoment mal Drehzahl um. Durch eine geschickte Wahl des Profils können so wesentlich effizientere Arbeitsmaschinen konstruiert werden. In Kulissen geführte mittel- oder unterschlächtige Wasserräder können als eine Abart von Verdrängungsmaschinen (die Zellenwand als eine Art Kolben) angesehen werden und arbeiten durch die Zwangsführung des Wassers effektiver, sind aber sehr anfällig für Reibungsverluste aus eingeschlepptem Treibgut und sind daher wartungsintensiv. Ferner muss Treibgut als Abfall entsorgt werden, darf also nicht einfach unterhalb wieder ins Gewässer eingebracht werden, was erhebliche Kosten verursacht.
Trotzdem kann ein tiefschlächtiges Wasserrad ein geeigneter Generator zur Gewinnung von Strom aus der kinetischen Energie von Flüssen sein, da dieses eben
- relativ unempfindlich gegen den Einfluss von Treibgut ist und
- folglich geringe Wartungskosten anfallen, die die Wirtschaftlichkeit anderer Flusskraftwerke erheblich beeinträchtigen können.

Das Energieangebot aus dem Fluss muss also nicht möglichst hoch sein, sondern möglichst kosteneffizient genutzt werden. Dafür ist ein tiefschlächtiges Wasserrad gut geeignet.

#### Als Wasserbauwerk ausgeführtes tiefschlächtiges Wasserrad

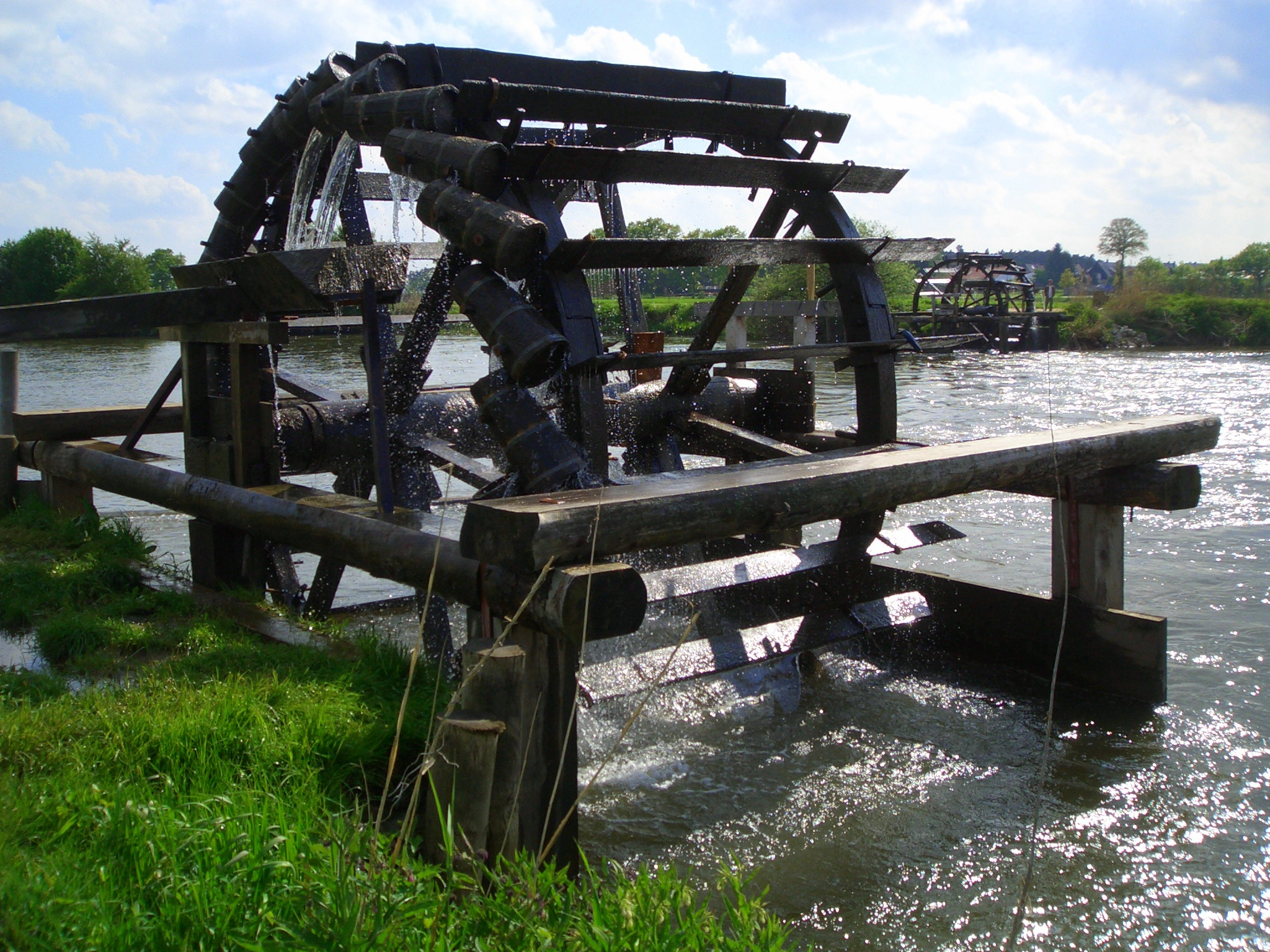
Wasserschöpfräder bei Möhrendorf

Das tiefschlächtige Wasserrad kommt mit dem natürlichen Gefälle des Gewässers aus. Anders als beim unterschlächtigen Wasserrad gibt es hier keine Kulisse, die dieses in eine Art Kolbenmaschine verwandelt. Das Rad wird allein durch den Strömungswiderstand der Schaufelbretter reibend angetrieben (Herleitung der Bewegungsgleichung siehe oben). Der Wirkungsgrad bei tiefschlächtigen Wasserrädern ist maximal, wenn die Umfanggeschwindigkeit des Rades 1/3 der Wassergeschwindigkeit entspricht.
Das Prinzip kommt besonders bei Wasserschöpfrädern zur Anwendung, weil es unempfindlich gegen Beeinträchtigung durch Treibgut und damit robust ist, was in diesem Fall den wichtigsten Vorteil darstellt, der die Wirtschaftlichkeit wesentlich verbessert (aus dem Gewässer entnommenes Treibgut muss in Deutschland als Abfall kostenintensiv beseitigt werden).
Es ist außerdem eng verwandt mit dem Antrieb von Schaufelraddampfern als quasi rechtslaufender Prozess und wurde dort durch den Propeller verdrängt, der einen wesentlich höheren Wirkungsgrad aufweist.

#### Schwimmendes tiefschlächtiges Wasserrad – Schiffmühle

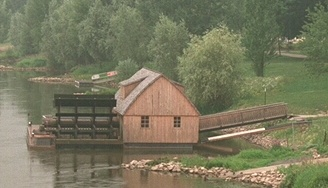
Schiffsmühle Minden

Bei Schiff(s)mühlen, beide Schreibweisen sind üblich, findet dieses Bauprinzip ebenfalls Anwendung. Hierbei liegt das Schiff fest vertäut im Fluss; das Wasserrad treibt die Mühle auf dem Schiff an. Die Schiffsmühle hat den Vorteil, dass sie mit dem Wasserspiegel aufschwimmt oder absinkt und dadurch immer dieselbe Wassermenge zur Verfügung hat.

### Horizontalmühlen
Horizontalmühlen, regional auch Stock- oder Flodermühle genannt, sind durch ein horizontales Wasserrad auf einer vertikalen Welle gekennzeichnet. Das Rad treibt den Mahlstein ohne Getriebe an. Es wird nur kinetische Energie genutzt; die Mühle benötigt daher einen Fluss mit starkem Gefälle. Wegen ihrer einfachen und robusten Bauart und ihrer Eignung für kleine Wassermengen waren Horizontalmühlen insbesondere in wasserarmen und gebirgigen Regionen des Mittelmeerraumes schon früh verbreitet; sie finden sich aber auch unter anderem in Nordeuropa und im Alpenraum.

### Sonderformen
Neu errichtete Wasserräder stellen oftmals Sonderformen dar und werden in der Regel zur Stromerzeugung genutzt.
- Das Turas-Wasserrad ist ein oberschlächtiges, einseitig gelagertes Wasserrad. Es wird in einer vorgefertigten Rahmenkonstruktion, welche mit der Getriebe- und Asynchrongeneratoreinheit bestückt ist, einseitig angeflanscht und durch das Getriebe gelagert. Bei dieser Bauweise entfällt die Wasserradwelle.[16]
- Das Gravity-Wasserrad ist ein mittelschlächtiges Wasserrad, bei dem zur maximalen Energieerzeugung die Ein- und Auslaufverluste minimiert wurden. Basis sind die Konstruktionsrichtlinien für Zuppinger Wasserräder. Die Form der Schaufeln wird nicht auf maximale Leistung, sondern maximale Jahresarbeit (Jahresarbeit bedeutet in diesem Fall die in einem Jahr durchschnittlich produzierte Energiemenge) hin optimiert. Das Gravity-Wasserrad entspricht dadurch mehr den heutigen Bedürfnissen der Wasserradnutzung zur Energieerzeugung.
- Das Segmentkranz-Wasserrad ist ein ventiliertes Wasserrad in modularer Bauweise.
- Die Durchströmturbine stellt im Wesentlichen eine Weiterentwicklung des Wasserrades dar.
- Die Lamellenturbine basiert auf Prinzip eines unterschlächtigen Wasserrads.[16]
- Die Wasserdruckmaschine, ist eine Weiterentwicklung des mittelschlächtigen Wasserrades.[16]
- Die Staudruckmaschine, ist ebenfalls eine Weiterentwicklung des mittelschlächtigen Wasserrades.[17][16]
- Die Wasserkraftschnecke, basiert auf dem Prinzip der Archimedischen Schraube.[16]
- Die Steffturbine arbeitet nach dem Prinzip eines oberschlächtigen Wasserrades.[16]

Bei Le Locle im Schweizer Kanton Neuenburg (NE) befinden sich Europas einzige unterirdische Mühlen, die Höhlenmühlen von Le Locle. In einer mehrstöckigen Höhle wurden im 16. Jahrhundert in einen Wasserfall Wasserräder eingebaut, um eine Getreidemühle und Dresch- und Sägemühlen anzutreiben.

## Einsatz zur Stromerzeugung
Das Wasserrad hat im Zuge der Stromerzeugung auf Basis von erneuerbaren Energien eine technische Renaissance erfahren. Wasserräder zeichnen sich durch eine kostengünstige Realisierung in bestehenden Kanälen (z. B. Bewässerungskanälen) aus, wobei die baulichen und technischen Größenbegrenzungen von Wasserrädern (Fallhöhe max. ≈8–10 m, Durchfluss max. ≈10 m³/s) den Einsatz im Bereich der Klein- und Kleinstwasserkraft vorgeben.

## Wasserräder in Maschinenhallen und Radstuben

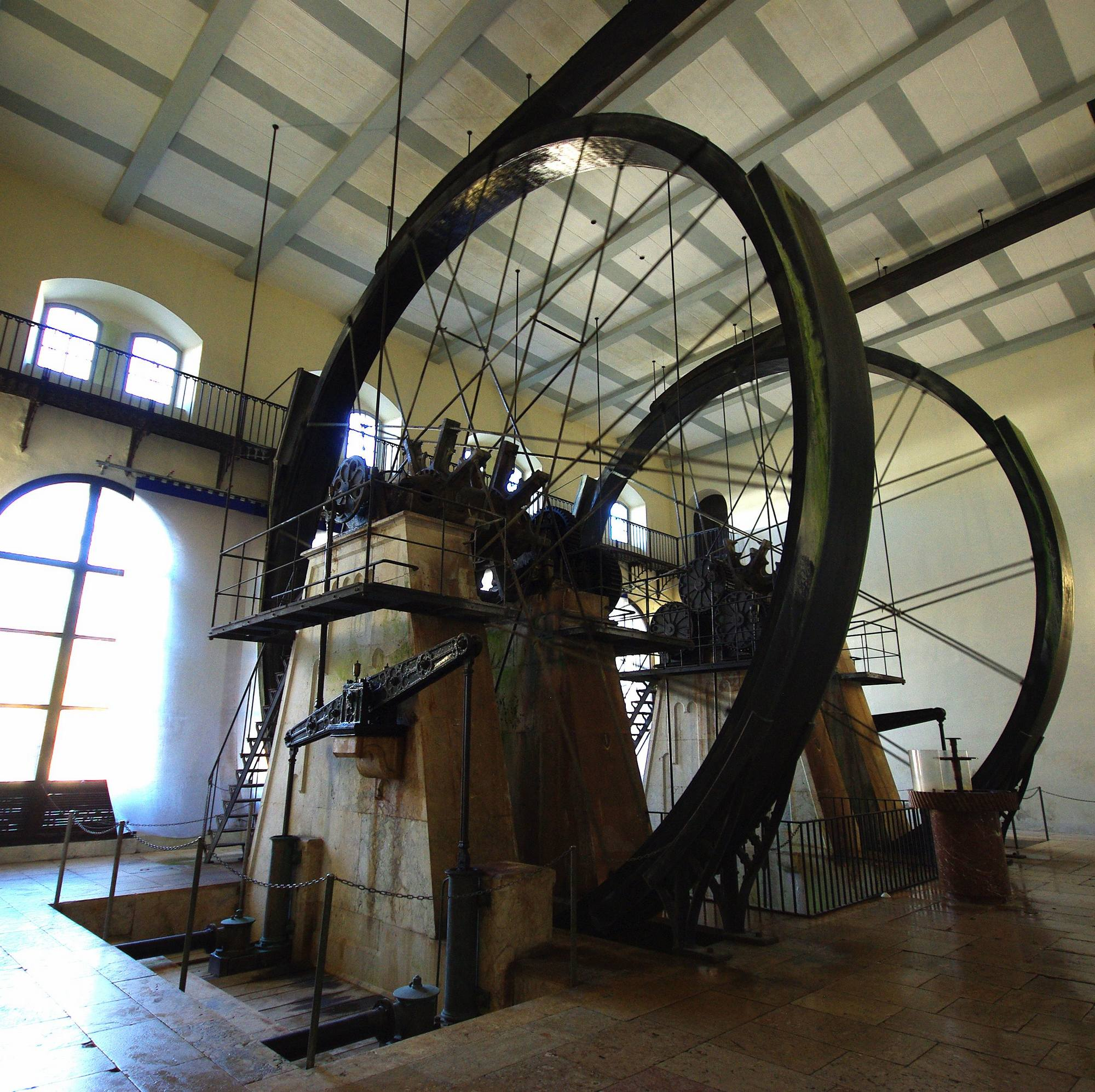
13-m-Wasserräder in Maschinenhalle der Alten Saline Bad Reichenhall zur Förderung von Salzsole mittels Kolbenpumpen

Im Bergbau wurden Wasserräder und Kehrräder meist unterirdisch in Radstuben eingebaut. Aber auch zur Förderung von Wasser/Trinkwasser oder Salzsole wurden oberschlächtige oder unterschlächtige Wasserräder in Maschinenhallen/Radstuben eingebaut. Oberschlächtige Wasserräder für den Antrieb eines Kanals: siehe Oberländischer Kanal.

## Kombination mit anderen erneuerbaren Energieformen
Bestehende Wasserradanlagen lassen sich durch die Verwendung von Generatoren mit weiteren Energieerzeugern wie Photovoltaik, Kleinwindanlagen und Blockheizkraftwerken kombinieren. Ein Laderegler mit Energiemanagementsystem sorgt für die Regelung und Steuerung der Energieerzeugung und Energieverteilung.
Auch in früheren Jahrhunderten wurden bereits Windkraft und Wasserkraft kombiniert genutzt in Form kombinierter „Wasser- und Windmühlen“. Beispiele dafür sind die Hüvener Mühle, die Klostermühle Lahde und die Kilsdonker Mühle in Holland.